# Märkisch Linden
Märkisch Linden ist eine amtsangehörige Gemeinde im Landkreis Ostprignitz-Ruppin in Brandenburg. Die Verwaltungsgeschäfte der Gemeinde nimmt das Amt Temnitz wahr.

## Geographie
Märkisch Linden liegt auf der Ruppiner Platte, etwa 4 km westlich der Kreisstadt Neuruppin.

## Gemeindegliederung
Die Gemeinde gliedert sich nach ihrer Hauptsatzung in die Ortsteile
- Darritz-Wahlendorf mit den Wohnplätzen Charlottenhof, Darritz, St. Jürgen, Wahlendorf, Woltersdorf und Woltersdorfbaum[3]
- Gottberg
- Kränzlin mit den Wohnplätzen Darritz-Ausbau, Meierei, Schäferei-Ausbau und Siegmundshof[3]
- Werder

Auf dem Gemeindegebiet liegen die mittelalterlichen Dorfwüstungen Lindow (Märkisch Linden), Schrey und teilweise Gühlitz.

## Geschichte
Die heutigen Ortsteile der Gemeinde gehörten seit dem 14. Jahrhundert zur Herrschaft Ruppin, seit 1524 zum Kreis Ruppin in der Mark Brandenburg und ab 1952 zum Kreis Neuruppin im DDR-Bezirk Potsdam. Seit 1993 liegen die Orte im brandenburgischen Kreis Ostprignitz-Ruppin.
Die Gemeinde Märkisch Linden entstand am 30. Dezember 1997 aus dem freiwilligen Zusammenschluss der bis dahin selbstständigen Gemeinden Darritz-Wahlendorf, Gottberg, Kränzlin und Werder. Die Geschichte der Gemeinde ist somit im Wesentlichen die Geschichte der einzelnen Orts- und Gemeindeteile.

## Bevölkerungsentwicklung
| Jahr | Einwohner |
| ---- | --------- |
| 1997 | 1.196     |
| 2000 | 1.216     |
| 2005 | 1.224     |
| 2010 | 1,244     |
| 2015 | 1.178     |

| Jahr | Einwohner |
| ---- | --------- |
| 2020 | 1.261     |
| 2021 | 1.263     |
| 2022 | 1.231     |
| 2023 | 1.218     |
| 2024 | 1.207     |

Gebietsstand des jeweiligen Jahres, Einwohnerzahl: Stand 31. Dezember, ab 2011 auf Basis des Zensus 2011, ab 2022 auf Basis des Zensus 2022

## Politik

### Gemeindevertretung
Die Gemeindevertretung von Märkisch Linden besteht aus zehn Gemeindevertretern und der ehrenamtlichen Bürgermeisterin. Die Kommunalwahl am 9. Juni 2024 führte bei einer Wahlbeteiligung von 77,9 % zu folgendem Ergebnis:
| Partei / Wählergruppe                     | Stimmenanteil 2019 | Sitze 2019 |        | Stimmenanteil 2024 | Sitze 2024 |
| ----------------------------------------- | ------------------ | ---------- | ------ | ------------------ | ---------- |
| Brandenburgische Gemeinde Märkisch Linden | 22,1 %             | 2          | 39,5 % | 4                  |            |
| Einzelbewerber Christian Noack            | –                  | –          | 12,0 % | 1                  |            |
| Einzelbewerber Sven Thiede                | 13,1 %             | 1          | 10,4 % | 1                  |            |
| Einzelbewerber Matthias Kusch             | 07,7 %             | 1          | 09,1 % | 1                  |            |
| SPD                                       | 08,8 %             | 1          | 08,3 % | 1                  |            |
| Einzelbewerber Richard Gräning            | –                  | –          | 08,1 % | 1                  |            |
| Einzelbewerber Günther Noack              | 11,7 %             | 1          | 04,8 % | 1                  |            |
| Einzelbewerber Christopher Kuck           | –                  | –          | 04,6 % | –                  |            |
| Bündnis 90/Die Grünen                     | –                  | –          | 03,0 % | –                  |            |
| AfD                                       | 09,3 %             | 1          | –      | –                  |            |
| Einzelbewerber Roland Wisch               | 09,1 %             | 1          | –      | –                  |            |
| Einzelbewerberin Regina Bäker             | 08,9 %             | 1          | –      | –                  |            |
| Einzelbewerber Dieter Born                | 05,3 %             | 1          | –      | –                  |            |
| CDU                                       | 04,1 %             | –          | –      | –                  |            |
| Insgesamt                                 | 100 %              | 10         | 100 %  | 10                 |            |

### Bürgermeister
- 1998–2019: Detlef Scholz[11]
- seit 2019: Jana Schmidt (Brandenburgische Gemeinde Märkisch Linden)

Schmidt wurde bei der Bürgermeisterwahl am 26. Mai 2019 mit 58,2 % der gültigen Stimmen gewählt. Am 9. Juni 2024 wurde sie ohne Gegenkandidat mit 81,9 % der gültigen Stimmen in ihrem Amt bestätigt.

## Sehenswürdigkeiten

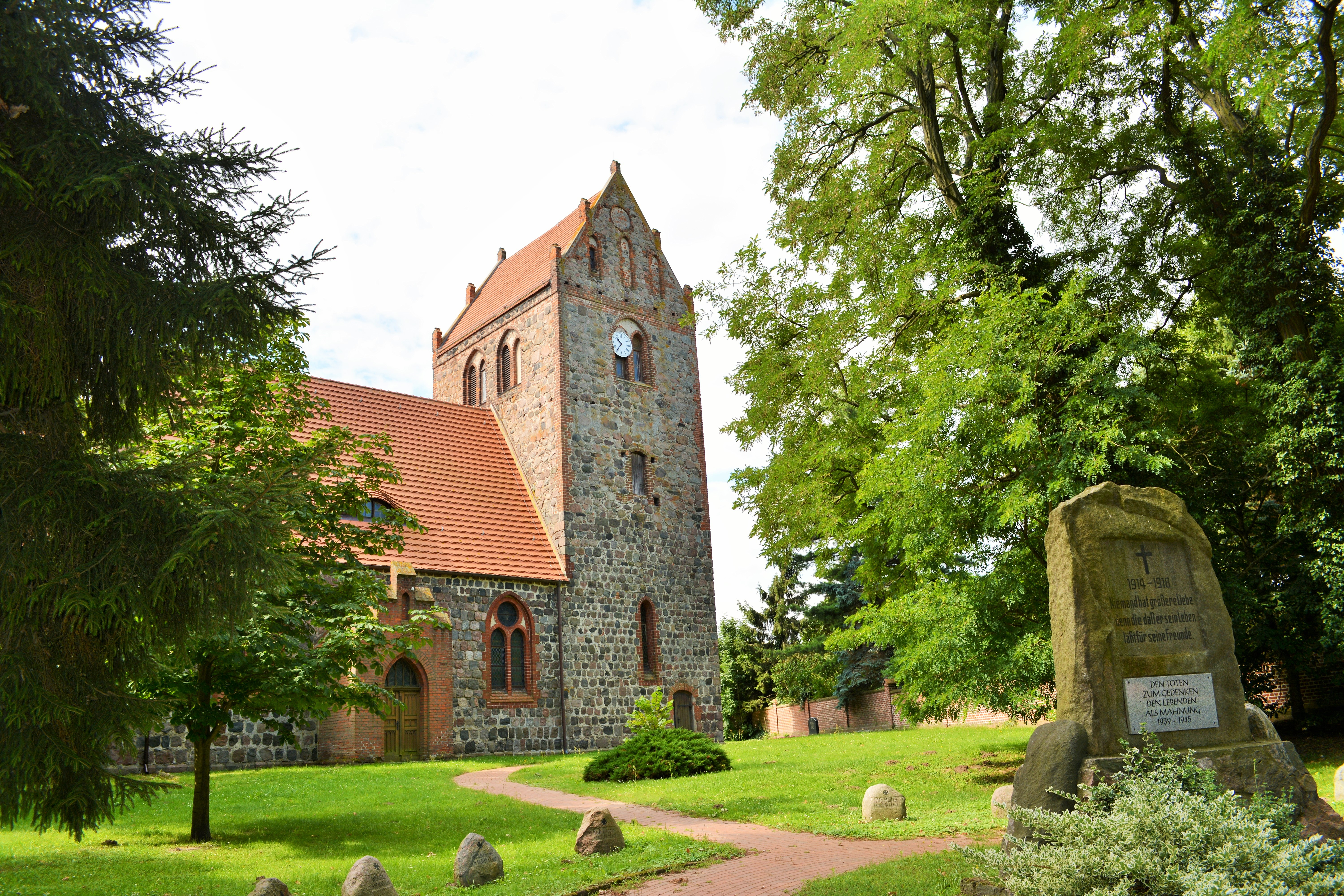
Dorfkirche Gottberg

- Dorfkirche Gottberg aus dem 13. Jahrhundert, auf ihrem Kirchhof steht ein Gefallenendenkmal
- Mahnmal für die Opfer von Kriegen an der Dorfstraße vor dem Kirchturm im Ortsteil Werder (seit 1992)

In der Liste der Baudenkmale in Märkisch Linden und in der Liste der Bodendenkmale in Märkisch Linden stehen die in der Denkmalliste des Landes Brandenburg eingetragenen Kulturdenkmale.

## Verkehr
Die Kreisstadt Neuruppin ist über die naheliegende Bundesstraße 167 zu erreichen. Die Autobahn A 24 Berlin–Hamburg durchquert das Gemeindegebiet. Etwa 3 km südlich des Gemeindezentrums liegt die Anschlussstelle Neuruppin.
Die Haltepunkte Gottberg und Werder (Kr Neuruppin) lagen an der Bahnstrecke Neustadt (Dosse)–Neuruppin. 2006 wurde der Personenverkehr eingestellt.

## Persönlichkeiten
- Reinhardt O. Cornelius-Hahn (* 1947), Schriftsteller, geboren in Gottberg